# ینگی-تورموش (شهرستان آلای)
ینگی-تورموش (به لاتین: Jangy-Turmush) یک منطقهٔ مسکونی در قرقیزستان است که در شهرستان آلای واقع شده‌است. ینگی-تورموش ۱٬۱۷۹ نفر جمعیت دارد.